# Ros Muc
Ros Muc (Engels: Rosmuck) is een plaats in het Ierse graafschap County Galway. De plaats bevindt zich in de Gaeltacht.

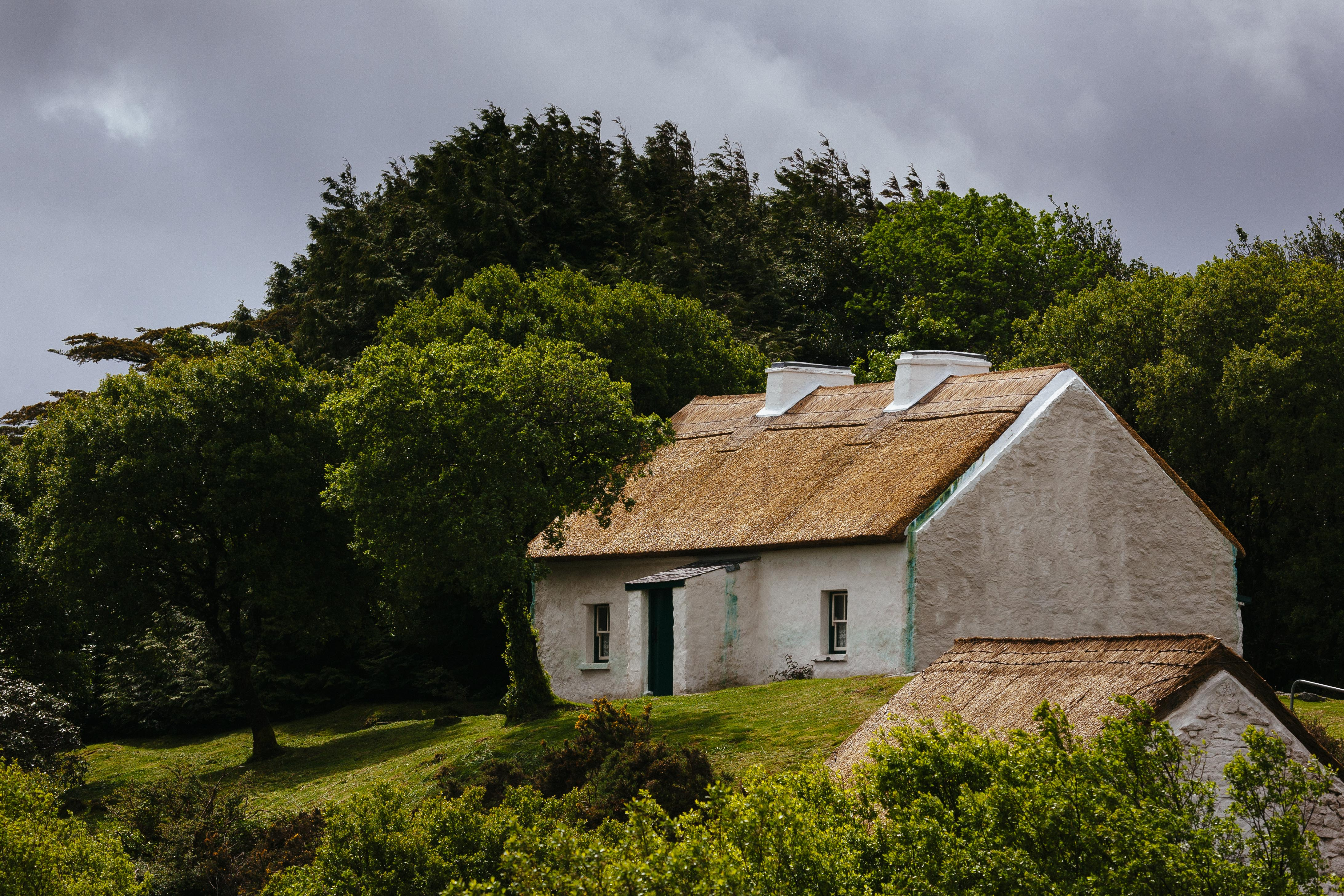
Pearse's cottage

 In het dorp staat Pearse's cottage, een zomerverblijf dat in 1903 werd gekocht door Patrick Pearse die de streek had bezocht als bestuurslid van de Gaelic League.